# Les Derniers Jours (film)
Ne doit pas être confondu avec Les Derniers Jours.
Pour plus de détails, voir Fiche technique et Distribution.
Les Derniers Jours (Los últimos días) est un thriller post-apocalyptique espagnol écrit et réalisé par David Pastor et Àlex Pastor sorti en 2013.

## Synopsis
Une étrange épidémie d'agoraphobie se propage sur toute la planète en avril 2013, et l'humanité meurt instantanément à la suite de la peur irrationnelle des espaces ouverts. Alors que le chaos se calme sur Barcelone, tous les survivants restent enfermés. Seul Marc se déplace pour retrouver sa petite-amie Julia.

## Fiche technique
- Titre original : Los últimos días
- Titre international : The Last Days
- Titre français : Les Derniers Jours
- Réalisation : David Pastor et Àlex Pastor
- Scénario : David Pastor et Àlex Pastor
- Direction artistique : [Qui ?]
- Décors : Balter Gallart
- Costumes : Olga Rodal
- Photographie : Daniel Aranyó
- Montage : Martí Roca
- Musique : Fernando Velázquez
- Production : Mercedes Gamero, Alberto Marini et Pedro Uriol
- Société de production : Morena Films, Rebelión Terrestre et Antena 3 Films[1],[2]
- Société de distribution : Warner Bros. Pictures[1],[2]
- Budget : 5 000 000 d'euros[1]
- Pays d'origine : Espagne
- Langue originale : espagnol
- Format : couleur — 2.35 : 1 (CinemaScope)
- Genre : Science-fiction et thriller
- Durée : 100 minutes
- Dates de sortie : 
  -  Espagne : 27 mars 2013
  -  France : 7 août 2013

## Distribution
- Quim Gutiérrez : Marc Delgado
- José Coronado : Enrique
- Marta Etura : Julia
- Leticia Dolera : Andrea
- Mikel Iglesias : Dani
- Cesar D. García : Mathias

## Production
Les productions espagnoles Morena Films, Rebelión Terrestre et Antena 3 Films ainsi que la société française Les Films du Lendemain réunissent les 5 000 000 d'euros et donnent carte blanche aux réalisateurs David Pastor et Àlex Pastor pour réaliser le film à Barcelone en avril 2012 pendant neuf semaines. Le tournage a donc commencé le 6 mai 2012 pour s'achever en juillet, aux côtés des acteurs Quim Gutiérrez, Marta Etura et José Coronado.

## Réception

### Festival
David Pastor et Àlex Pastor ont présenté leur film au Festival international du film catalan de Sitges au début d'octobre 2012.

### Promotion
Antena 3 Films dévoile sa première bande-annonce de ce film, le 8 octobre 2012.

### Sortie
Prévu en janvier 2013, Los últimos días se voit sortir le 27 mars 2013 dans les salles espagnoles grâce à la distribution Warner Bros. Pictures,.